# Wickhami csata
A wickhami csata a második világháború egyik ütközete volt az amerikaiak és a japánok között 1943. június 30. és július 3. között a Csendes-óceánon, a Salamon-szigeteki hadjáratban.

## Az ütközet
A wickhami terület jó horgonyzóhely volt az új-georgiai szigetcsoport keleti végén. Nyugati részét a Vangunu-sziget, a keletit a Gatukai-sziget védte. Az amerikaiak úgy vélték, hogy a fő japán helyőrség a vangunui Vura faluban állomásozik, délkeletre a horgonyzóhelytől. Úgy gondolták, hogy a területet gyorsan el tudják foglalni, és a fő csatahelyekre, például Mundába irányuló szállítóhajók védett kikötője lehet.
Az amerikaiak az Oloana-öbölben szálltak partra, Vangunu déli partján. Először a tengerészgyalogosok érkeztek, majd később a gyalogosok. Japán ellenállás nem volt. A fő japán erők azonban nem ott voltak, ahol gondolták, hanem Kaerukában, egy másik faluban, mintegy ezer méterre Vurától északkeletre. Egy század Vura elfoglalására indult, ahol később felállították az aknavetőket. A többi katona Kaeruka ellen vonult.
Vurát mindössze 16 katona védte, őket hamar legyőzték. A fő erő 14.05-kor indította meg akcióját, de mivel a rádiók tönkrementek, nem tudtak tüzérségi támogatást kérni. A japánok keményen védekeztek a Kaeruka-folyó mentén, de az amerikaiak visszavonulásra késztették őket, és megtisztították a falut. Az éjszaka japán hajók érkeztek ellátmánnyal és felszereléssel, mivel nem tudták, hogy a falu elesett, így ellenséges tűzbe kerültek, és kénytelenek voltak visszafordulni.
A japán csapatokat nagyjából fél kilométerre keletre vetették vissza a Kaeruka-folyótól, majd állásaikat több légitámadás érte, és a tengerről is lőtték. Az amerikaiak július 2-án egész nap bombáztak, ami súlyos veszteségeket okozott, és a másnap indított szárazföldi támadás csak kicsi ellenállásba ütközött. Az akcióban mindössze hét japán katonát kellett megölniük. A wickhami horgonyzóhelyet végül nem használták nagyobb hajók.